# グスタフ (ウップランド公)
ウップランド公爵グスタフ王子（スウェーデン語: Prins Gustaf, 全名:Frans Gustaf Oscar, 1827年6月18日 – 1852年9月24日）は、スウェーデンの王族。国王カール15世の弟、オスカル2世の兄にあたる。

## 人物
オスカル1世とその王妃ユセフィナ･アヴ・レウクテンベリの次男として生まれる。
作曲家として活動していたグスタフの作品は今日でも有名であり、中でも“Studentsången”は、スウェーデン国内のギムナジウムにおける卒業式の定番曲となっているほか、男声合唱による“Vårsång”も、「ヴァルプルギスの夜」でしばしば歌われている。
また、1846年2月11日には兄のスコーネ公カール（のちのカール15世）とともに、スウェーデン王立科学アカデミーの名誉会員に序せられた。
1852年9月24日、腸チフスにより死去した。